# Hutní hora
Hutní hora (německy Hütterberg) je vrchol v České republice ležící v pohoří Jizerské hory a na území stejnojmenné chráněné krajinné oblasti. Nachází se jihovýchodně od hory Dlouhý kopec. Samotný vrchol hory se nachází v městské části Desné - Dolním Polubném.

## Geomorfologické zařazení
Hutní hora se nachází v geomorfologickém celku Jizerské hory, podcelku Jizerská hornatina, okrsku Tanvaldská vrchovina a podokrsku Desenská vrchovina.

## Poloha
Přestože geomorfologicky spadá Hutní hora již do Jizerských hor, nachází se v zakončení severozápadního výběžku nejzápadnějšího Krkonošského vrcholu Hvězdy. V rámci tohoto výběžku jí na jihovýchodě odděluje nehluboké sedlo s nadmořskou výškou asi 730 metrů. Ostatní svahy jsou prudké a vykazují značné převýšení. Spadají do údolí, ve kterém se nachází zástavba města Desná.

## Vodstvo
Svahy Hutní hory náleží jsou odvodňovány řekou Desnou, která náleží do povodí Jizery. Ve východozápadním směru je vrchol obtékán v linii Příchovický potok, Černá říčka, Černá Desná.

## Vegetace
Vrcholový prostor a převážná část svahů je porostlá souvislým lesem. Luční enklávy se nacházejí v blízkosti sedla v jižním a východním svahu.

## Stavby
V prostoru vrcholu se nacházejí staré kamenné snosy a nízký kamenný val, které dokumentují fakt, že vrchol nebyl vždy souvisle zalesněn. V jižním svahu se nachází zástavba osady Morava.

## Komunikace
Vrcholovým prostorem prochází nekvalitní lesní cesta. Sedlem jihovýchodně od vrcholu prochází kvalitnější cesta spojující osadu Morava s luční enklávou ve východním svahu. Turistické trasy prostorem hory nejsou vedeny.

## Skalní útvar
V západním svahu Hutní hory se nachází skalní útvar zvaný Sokolí kámen.

### Externí dokazy
https://www.mindat.org/feature-12129955.html (anglicky)